# Kościół św. Ojca Pio w Poznaniu
Kościół św. Ojca Pio – rzymskokatolicki kościół parafii św. Ojca Pio z Pietrelciny, zlokalizowany w Poznaniu na Strzeszynie, przy ul. Melchiora Wańkowicza 2a. Od 2017 wielkopostny kościół stacyjny.

## Historia

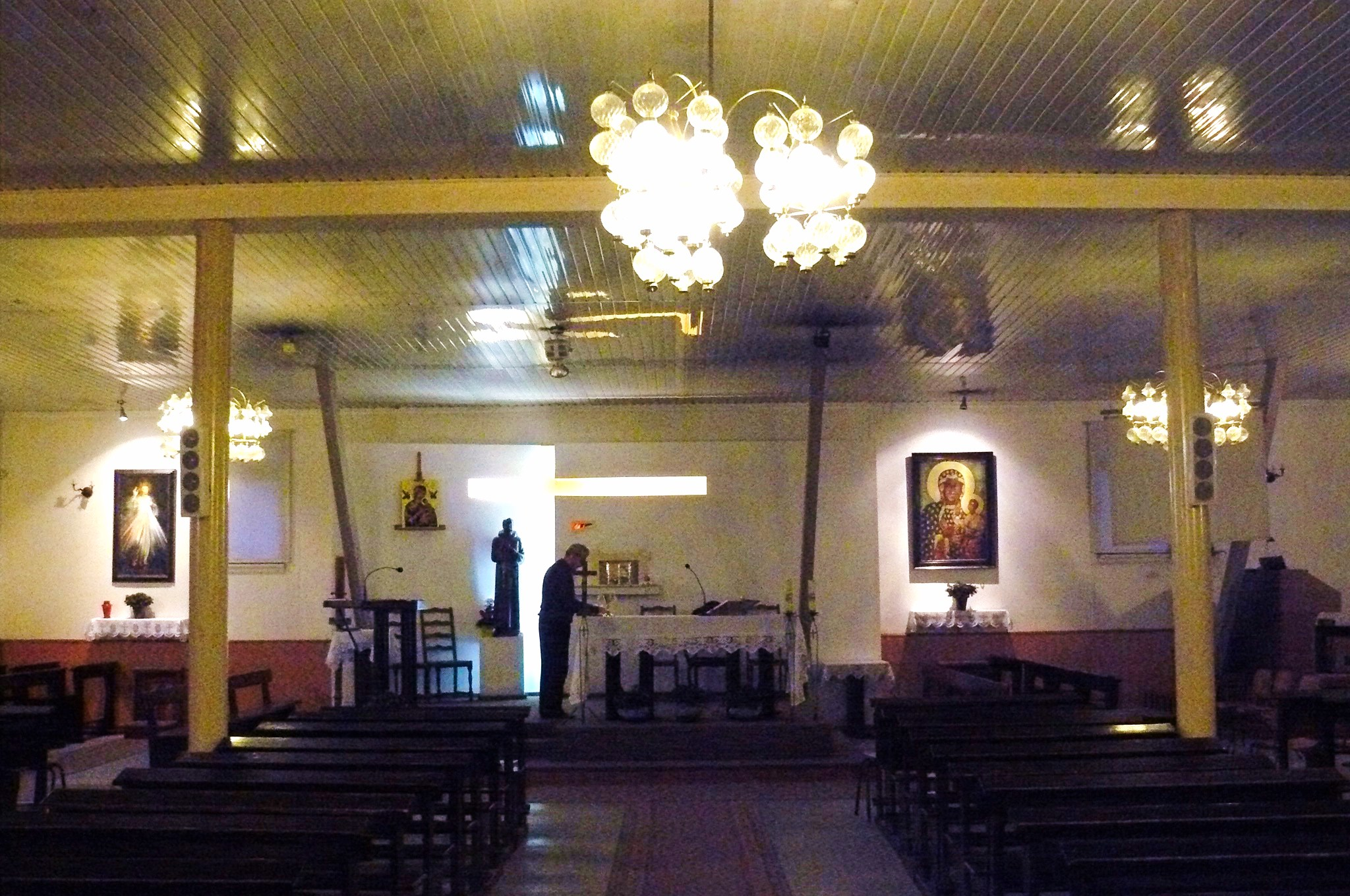
Wnętrze baraku-kaplicy

14 września 2003 odprawiono tu pierwszą mszę – przy krzyżu od strony ul. Literackiej (krzyż był darem parafii Matki Bożej Pocieszenia). Parafię erygował arcybiskup Stanisław Gądecki 29 lutego 2004. 22 września 2003 przyszła parafia otrzymała relikwie Ojca Pio. Do budowy kościoła na zakupionej uprzednio działce przystąpiono 16 lipca 2004. W tym czasie tymczasowo za miejsce kultu służył blaszany barak. W 2010 zakończono ocieplanie i tynkowanie ścian zewnętrznych domu parafialnego i kościoła, otynkowano też wnętrze kościoła. Od 2013 roku msze były już odprawiane w nowym budynku, wybrukowane zostało także otoczenie kościoła i zakrystii. Przy skrzyżowaniu ul. Puszkina i Wańkowicza powstała kapliczka Matki Bożej Fatimskiej.

## Architektura
Kościół jest orientowany i posiada wysoką wieżę (33 metry), która miała być dominantą widokową osiedla, ale postawienie w sąsiedztwie świątyni kilkupiętrowych bloków osłabiło ten efekt urbanistyczny. Rozeta z witrażem (symbol hostii) nawiązuje do analogicznego detalu kościoła Matki Boskiej Bolesnej na Łazarzu. Długość obiektu wynosi 45 metrów, rozpiętość transeptu – 26 metrów, wysokość dachu nawy w kalenicy – 16 metrów, całkowita powierzchnia użytkowa – 800 m² (przyziemie). Ściany wykonano z bloczków ceramicznych (wzmocnienia z belek żelbetowych), a wieżę w dolnej partii z żelbetu, w górnej z ram żelbetowych wypełnionych cegłą.
Architektura kościoła jest bardzo tradycyjna – nawiązuje do wielkopolskich realizacji z końca XIX i początków XX wieku, w tym do projektów Rogera Sławskiego. Obiekt zaprojektował zespół pod kierownictwem Borysa Siewczyńskiego: Robert Ast, Monika Siewczyńska, Borys Siewczyński, Arkadiusz Pawlik i Mikołaj Jankowski. Za aranżację wnętrza odpowiadał Tomasz Matusewicz (m.in. płaskorzeźbione Oko opatrzności, stacje drogi krzyżowej, rzeźby św. Rity i św. Antoniego).
W pobliżu kościoła stoi głaz granitowy z figurą Ojca Pio. Figurę tę sprowadził ks. Andrzej Herkt z San Giovanni Rotondo.